# 美國空軍大學
美國空軍大學（Air University），是美国空军的教育訓練司令部，总部设在阿拉巴马州的麦克斯韦-甘特空军基地。空軍大學是美國空軍進行專業軍事教育的一個主要中心。

## 组织
空军技术学院（AFIT）
卡爾·A·斯帕茨軍官教育中心
空军战争学院（AWC）
空军指挥參謀学院（ACSC）
中隊長學校（SOS）
国际军官学校（IOS）
先进航空和太空研究学校（SAASS）
美國空軍反扩散中心
柯蒂斯·E·李梅理论发展和教育中心
伊拉·C·艾克专业发展学院
空军牧师团学院
空军人员专业发展学校
指挥官专业发展学校
国防财务管理審計学校
国家安全空间研究所
珍妮·M·荷姆軍官招募和公民发展中心
空军军官训练学校（OTS）
空军后备军官训练團（AFROTC）
空军初级后备军官训练團（AFJROTC）
民間航空巡邏隊（CAP）
平民文化适应和领导能力训练（CALT）
托马斯·N·巴恩斯入伍教育中心
空军士兵领导学校（ALS）
空軍生涯發展學院
空军士兵遗产研究所
空军高级士官学院（SNCOA）
空军士官学院（NCOA）
入伍專業軍士教育指導課程（EPMEIC）
一等士官長領導課程（CLC）
空軍社區學院（CCAF）
美國空軍一级士官学院（FSA）
空軍研究所（AFRI）
空軍院士計畫（AFF）
空軍歷史研究局（AFHRA）
中国航空航天研究所（CASI）

## 学校和中心
该机构下属多個學校與中心。

## 外部連結
- 空中大学主页 （页面存档备份，存于）
- 空军研究所
- 航空航天能力的日记
- 空中大学出版社
- 战略研究季刊》 （页面存档备份，存于）
- 莱特的东西 （页面存档备份，存于）
- 缪尔*S*费尔查研究信息中心 （页面存档备份，存于） 的空中大学图书馆
- 第一个警官学院 （页面存档备份，存于）
- 的李美中心的主页 （页面存档备份，存于）